# Xoanon
A xoanon (görögül: ξόανον) ókori görög, fából készült kultusz-szobor. Egyetlen xoanon sem maradt fenn, ezeknek kőből vagy márványból készült másolatai ismertek csak. Pauszaniasz Periégétész leírásaiból ismert, hogy a Számosz szigetén álló Héra templom szobra is egy hasonló fából készült xoanon volt. Noha az ókori görög írók xoanonnak neveztek mindenfajta szobrot, a szakirodalom ezt a fogalmat az archaikus és az azt megelőző „geometrikus” korban készült szobrok megkülönböztetésére használja. 